# Berns Salonger
Berns Salonger eller bare Berns er en restaurant, natklub, et hotel og forlystelsessted ved Berzelii Park i det centrale Stockholm. Siden foråret 2011 er Berns en del af Stureplansgruppen.
Huset opførtes 1862–63 af konditor Heinrich Robert Berns og blev indviet 1. august 1863. Bygningen blev udvidet 1886 af hans søn, som på det tidspunkt ejede bygningen, med yderligere en salon. Lokalerne blev opført efter et projekt af arkitekterne Johan Fredrik Åbom, Magnus Isaeus og Gustaf  Wickman. De statelige salonger med forgyldninger, spejle, gallerier og store vinduer mod parken i bygningens fulde taghøjde. August Strindbergs Röda rummet og Götska rummen er opkaldt efter saloner hos Berns (det røde værelse var samlingsplads for Stockholms ungkarle i 1870'erne).
I 1980'erne undergik bygningen en gennemgribende renovering, hvor konferencelokaler tilføjedes i kælderen og et tilstødende hotel blev integreret. Berns Salonger var en af Europas store restauranter og spillede en stor rolle i Stockholms forlystelsesliv. I  1866 vistes cancan for første gang for et svensk publikum.
Af kendte kunstnere der har optrådt i Berns Salonger kan nævnes: Josephine Baker, Miriam Makeba, Liza Minnelli, Frank Sinatra, Marlene Dietrich, Karl Gerhard, Louis Armstrong, Ryan Adams, The Breeders og Mark Lanegan.